# 넷플릭스

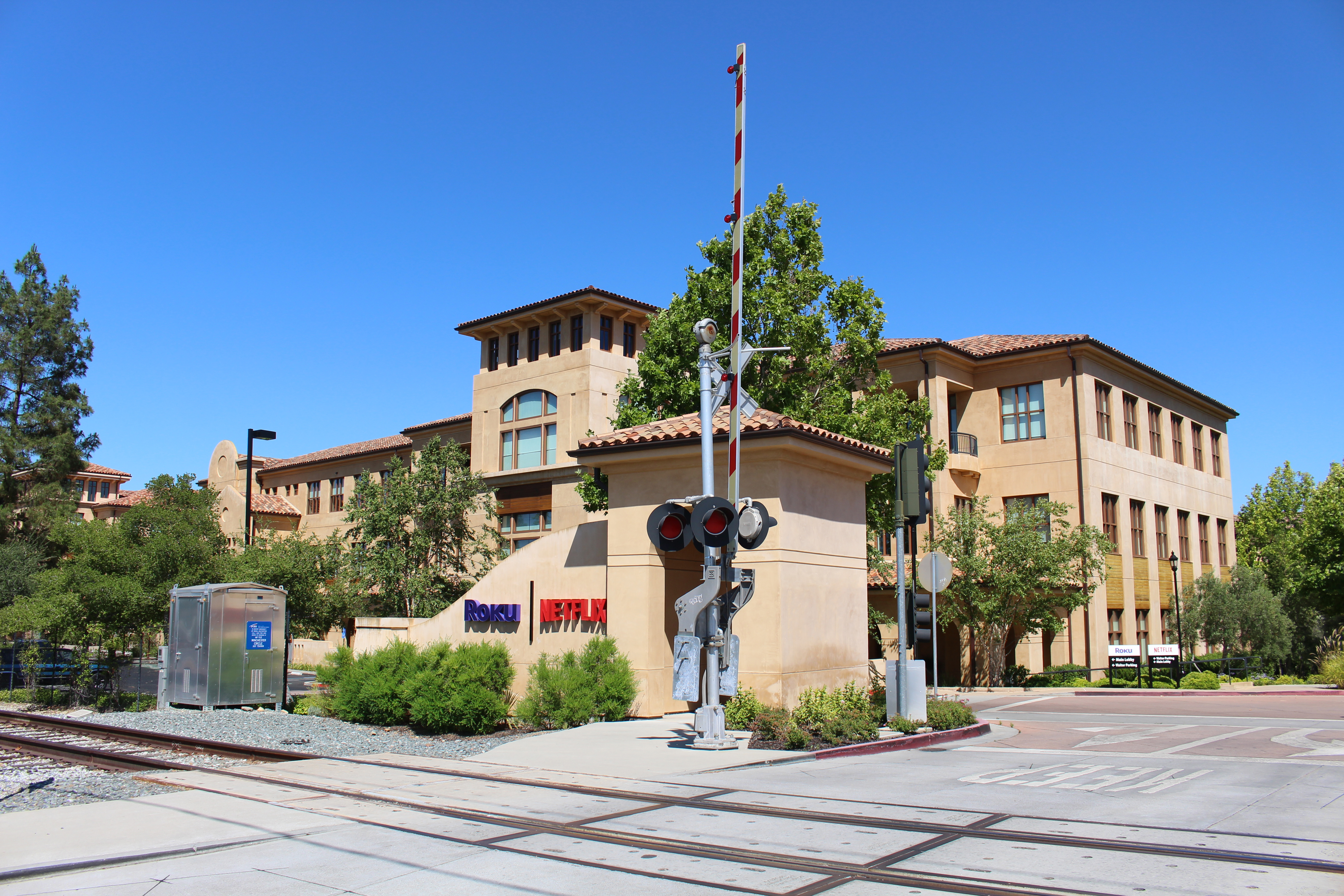
로스 가토스에 위치한 넷플릭스 본사

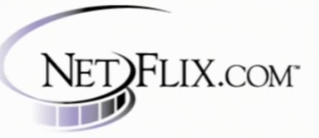
1997년부터 2000년까지 쓰던 넷플릭스의 로고.

넷플릭스(영어: Netflix, Inc.)는 '인터넷(Net)'과 '영화(Flicks)'를 합성한 이름으로 전 세계 190개국 이상의, 실제로 4억 명 이상의 고객들이 시청하는 2억 3000만 명의 직접 회원을 보유한 스트리밍 엔터테인먼트 기업으로서 영화와 드라마, TV 프로그램, 다큐멘터리, 애니메이션 등의 매우 다양한 장르의 컨텐츠들을 언제, 어디서나 무제한으로 모든 기기에서 볼 수 있는 플랫폼이다.
넷플릭스에서 만든 것과 다른 곳에서 가져온 컨텐츠들을 광고나 약정 같은 조건이나 제한 없이, 모든 컨텐츠들을 무제한으로 볼 수 있고, 2022년 11월, 1시간당 4~5분의 광고를 포함한 5,500원의 가격으로 더 많은 사람들이 볼 수 있도록 멤버십의 요금제를 만들었다. 여기에 설명이 있다.
1997년 캘리포니아에서 리드 헤이스팅스와 마크 랜돌프(Marc Randolph)가 영화를 꼭 영화관에서만 보지 않아도 된다는 아이디어로 만들었다.
넷플릭스 회원들이 오리지널 시리즈, 다큐멘터리, 드라마 등 다채로운 콘텐츠를 즐기는데 들이는 시간은 하루 평균 1억 2천 5백만 시간 이상이다. 대한민국에는 2016년 1월 7일에 진출하였다.
넷플릭스의 본사는 미국 캘리포니아 로스 가토스에 위치해 있으며, 중국과 러시아, 러시아의 크림과 조선민주주의인민공화국 그리고 시리아를 제외한 전 세계 모든 국가에서 사업을 하고 있다.

## 역사

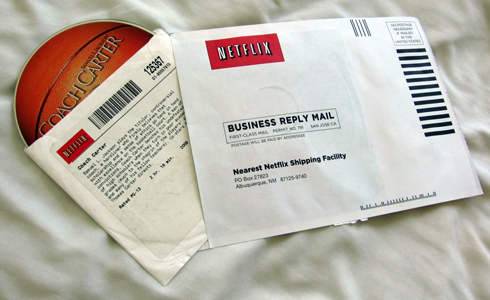
넷플릭스 DVD

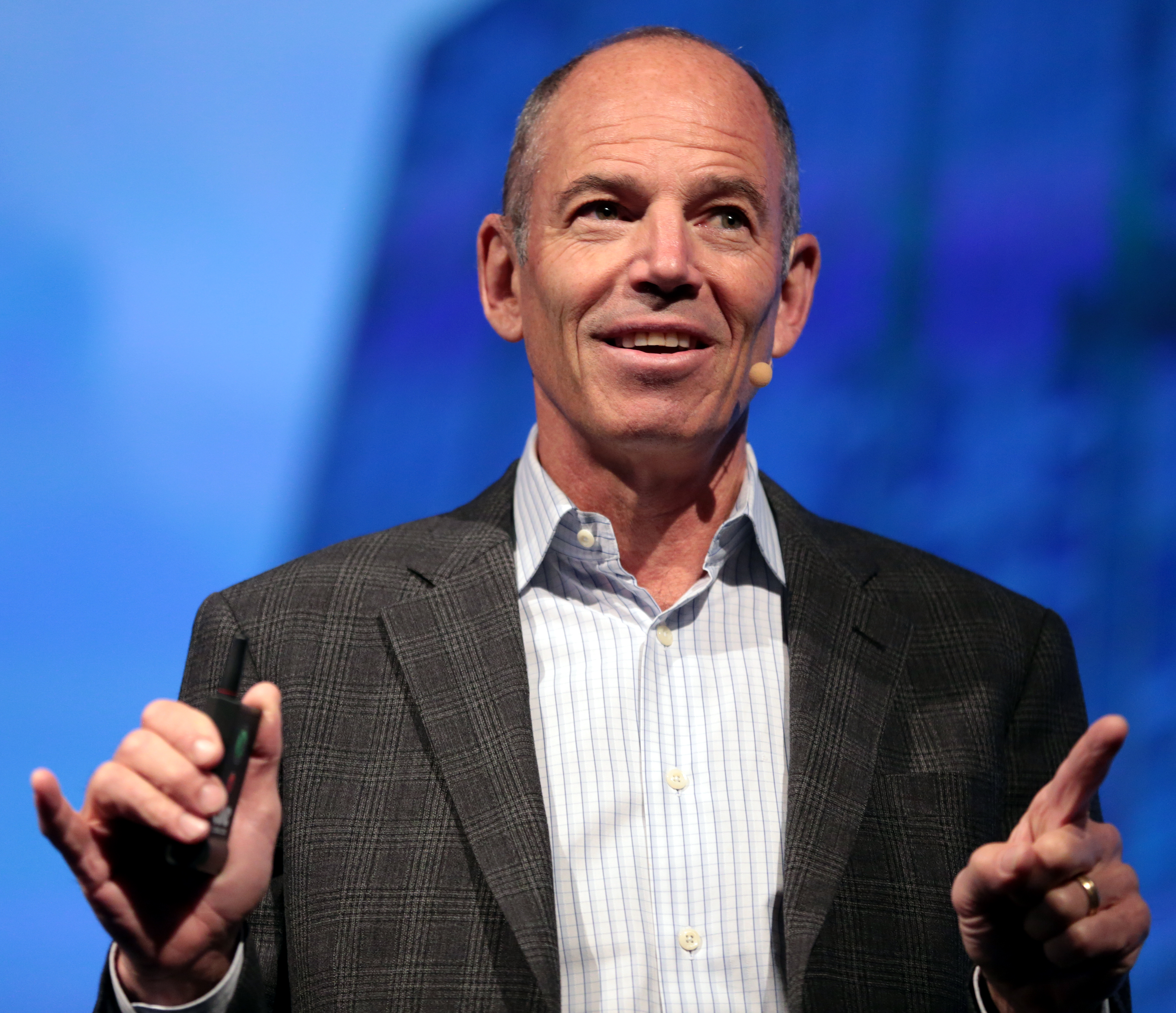
넷플릭스 제1대 CEO 마크 랜돌프

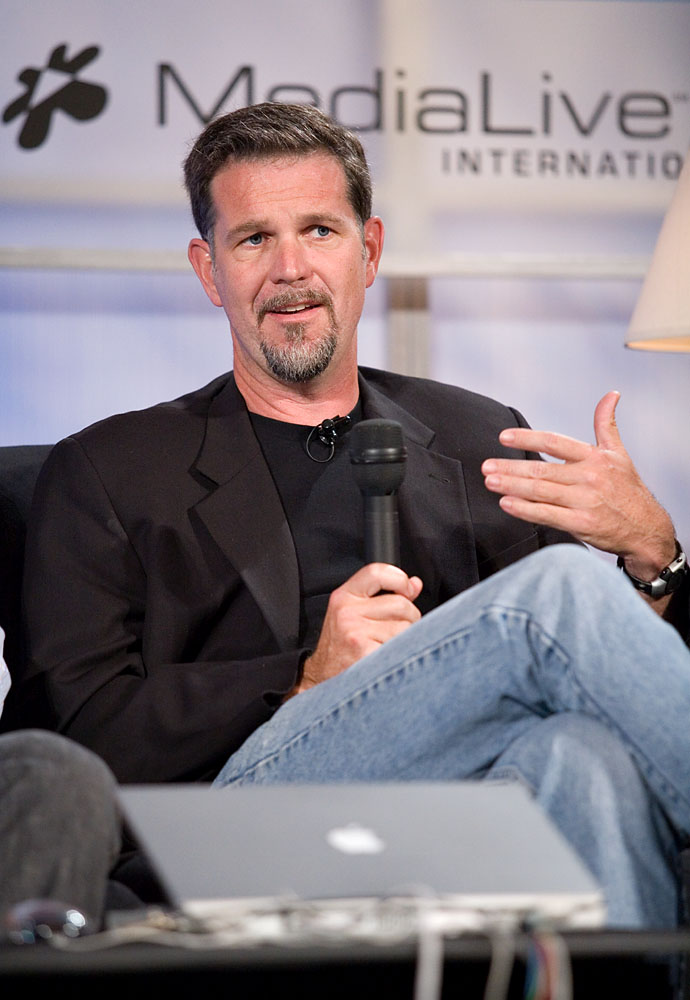
넷플릭스 CEO 리드 헤이스팅스

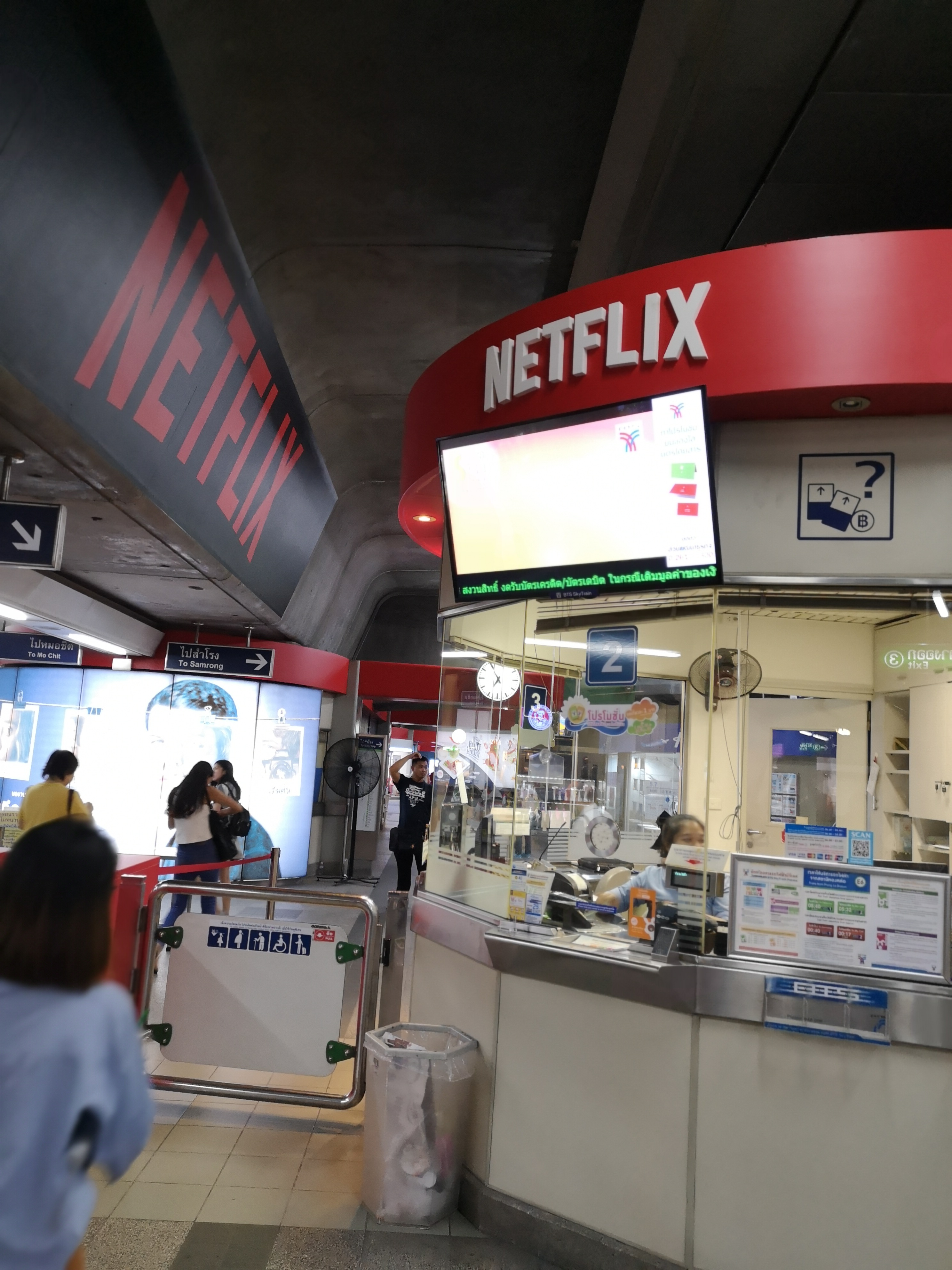
방콕 스카이트레인에서의 넷플릭스

### 리브랜딩과 국외 진출
2019년 4월 아메리칸 시네마테크가 소유한 그라우만 이집트 극장을 인수한다고 발표했다. 2020년 5월 29일에 인수완료했으며, 리모델링을 할 것이라고 발표했다.
2020년 코로나 19의 창궐로 전 세계 영화관이 문이 닫은 상황에서 약 1,600만 명이 넷플릭스에 새로 가입했다.
2020년 7월 30일 넷플릭스가 블랙 미러의 제작자 찰리 브루커와 애나벨 존스의 신작 Broke And Bones에 투자했다.

### 설립
1997년 8월 29일 마크 랜돌프와 리드 헤이스팅스 (현 회장, CEO)가 미국 캘리포니아주 스코츠밸리에서 설립하였다. 창업 당시 넷플릭스에 들인 자본은 250만 달러에 달했다.
랜돌프는 헤이스팅스의 회사 퓨어 애트리아에서 마케팅 감독을 맡고 있었으며 컴퓨터 메일 주문 회사인 '마이크로웨어하우스' (MicroWarehouse)의 공동창업자로, 훗날 볼랜드 인터내셔널에서 마케팅 부사장으로 임명되기도 하였다. 헤이스팅스는 컴퓨터 공학자이자 수학자 출신으로, 1997년 레이셔널 소프트웨어 측으로부터 700만 달러를 받고 퓨어 애트리아를 매각하였는데 이는 당대 실리콘밸리 사상 최고 규모의 인수거래였다.
두 사람이 넷플릭스라는 유통 개념을 생각하게 된 시기는 바로 이 때 정부당국의 인수절차 승인을 기다리며, 퓨어 앤트리아 사무실과 샌타크루즈의 자택을 오가던 시절이라고 한다. 랜돌프는 당시 신생 기업이었던 아마존 사를 보며 감탄해했고, 그와 비슷한 모델을 통해서 어떤 종류의 간편 제품을 인터넷으로 판매할 수 있는지 대대적으로 물색하기 시작하였다. 처음에는 VHS 테이프를 고려했으나 재고가 너무 비싸고 배송하기에도 까다로워 단념하였다. 그러던 중 마침 1997년 3월 31일 미국에 처음 소개된 DVD라는 저장매체에 대해서 알게 되었고, 이를 판매 혹은 대여하는 유통망으팩트 디스크 하나를 우편으로 보내기로 했다. 디스크가 손상 없이 무사히 도착한 것을 확인한 두 사람은 160억 달러 규모의 홈비디오 판매 대여 사업에 착수하기로 결정을 내렸다. 헤이스팅스는 창업 동기에 대해 비디오 대여전문점인 블록버스터에서 <아폴로 13>을 빌렸다가 반납 기한을 놓치는 바람에 40달러에 달하는 연체료를 물고 넷플릭스를 차리기로 결심하였다고 설명하나, 이는 넷플릭스의 비즈니스 모델과 혁신을 홍보하기 위해 만들어낸, 근거 부족한 이야기로 알려져 있다..
1998년 4월 14일 넷플릭스는 세계 최초의 온라인 DVD 대여 서비스를 개시하였다. 이 당시 넷플릭스의 직원수는 30명에 불과했고, 이용 가능한 컨텐츠도 925개에 그쳤다. 넷플릭스에서 제공하는 DVD 목록은 당시 출시된 거의 모든 작품에 해당됐다. 요금과 만기일을 둔 대여당 지불이라는 운영 모델 역시 오프라인 대여 경쟁기업이었던 블록버스터와 유사하였다.

## 기술 상세 설명

### 스트리밍
넷플릭스 권장 사항
| 품질              | 요구되는 다운로드 속도 | 참조   |
| ----------------- | ---------------------- | ------ |
| 필수              | 0.5 Mbit/초            | [ 13 ] |
| 권장              | 1.5 Mbit/초            | [ 13 ] |
| SD                | 3.0 Mbit/초            | [ 13 ] |
| HD (720p & 1080p) | 5.0 Mbit/초            | [ 13 ] |
| 울트라 HD (2160p) | 25 Mbit/초             | [ 14 ] |

넷플릭스 공통 스트리밍 품질 및 해상도
| 품질 | 해상도      | 가로세로비 |
| ---- | ----------- | ---------- |
| 235  | 320 x 240   | 4:3        |
| 375  | 384 x 288   | 4:3        |
| 560  | 512 x 384   | 4:3        |
| 750  | 512 x 384   | 4:3        |
| 1050 | 640 x 480   | 4:3        |
| 1750 | 720 x 480   | 3:2        |
| 2350 | 1280 x 720  | 16:9       |
| 3000 | 1280 x 1080 | 16:9       |

넷플릭스는 웹사이트에서 사용자에게 동영상의 다운로드 품질을 선택할 수 있는 기능을 제공한다.

## 콘텐츠
넷플릭스는 다수의 드라마를 자체 제작하고 있다. 일반적인 방송사에서는 한 시즌을 방송할 때 일주일에 한두 개의 에피소드를 방영하는데, 넷플릭스는 하루에 한 시즌을 모두 공개한다.
최근에는 일본 애니메이션 제작사와 협력해서 영상물을 제작하고 있다.
콘텐츠 제작 과정에서 빅데이터를 활용하는 기업으로도 잘 알려져있다. 넷플릭스의 첫 자체 제작 드라마인 하우스 오브 카드의 제작에도 빅데이터가 그 역할을 했다. 방대한 사용자 정보를 분석한 결과, "데이비드 핀처가 감독하고 케빈 스페이시가 주연을 맡은 오리지널 시리즈"가 성공한다는 것이 넷플릭스가 내린 결론이었다.
콘텐츠 추천 시스템은 '노가다'와 머신러닝을 통해 구현하고 있다. 넷플릭스에 신작이 입고되면 내부의 콘텐츠 팀이 해당 콘텐츠를 일일이 감상한 후, 엑셀 스프레드시트에 해당 콘텐츠와 관련성 있다고 생각되는 태그를 최대한 많이, 그리고 자세히 입력한다. 그 뒤 넷플릭스를 처음 이용하는 사용자들은 콘텐츠 3개를 선택하는데, 이 콘텐츠들에 붙은 태그를 바탕으로 컴퓨터 알고리즘이 사용자 취향에 맞는 콘텐츠를 찾아 노출시킨다. 이후 사용자가 콘텐츠를 많이 감상할수록 결과의 정확성은 높아진다.
다만 이용은 편한데 작품 수가 적어 아쉽다는 의견 또한 있다.
2018년 6월, 넷플릭스는 텔 테일 게임즈(Telltale Games)와의 협력을 발표해 어드벤쳐 게임을 스트리밍 비디오 형식으로 서비스를 발표했다. 이 게임들은 넷플릭스가 이미 제공하고 있는 기존의 선택형 드라마와 유사하게 조정되어 리모콘을 통해 간단한 조작을 할 수 있게 된다. 첫 번째 게임인 '마인크래프트 : 스토리모드'는 2018년 말에 출시될 예정이었고, 텔 테일 게임즈는 '기묘한 이야기 (Stranger Things)'를 게임으로 출시할 수 있는 판권을 받았다. 2018년 9월, 텔 테일 게임즈는 대부분의 스튜디오 폐쇄를 겪었고 자금 부족으로 다수의 직원을 해고했다. 넷플릭스는 '마인크래프트 : 스토리모드'는 계속될 것이지만 '기묘한 이야기 (Stranger Things)'프로젝트를 위한 대체 방식을 찾고 있다고 발표했다.

## 해외 진출

넷플릭스의 서비스 지원 국가 분포도.
지원 국가
미지원 국가

넷플릭스의 스트리밍 서비스가 2007년 미국 내에서 처음 개시된 지 3년이 지난 2010년 9월 22일, 캐나다 내 서비스가 시작되면서 넷플릭스는 국제 시장 진출에 첫발을 내디뎠다. 2011년에는 라틴아메리카 국가, 카리브해 국가, 벨리즈, 기아나 3국으로 서비스 지역을 확대하여, 서비스 지원국은 45개국으로 늘었다. 2012년 1월 4일부로 영국과 아일랜드에서 서비스를 개시하면서 유럽 대륙에 처음으로 진출하였고, 10월 18일에는 덴마크, 핀란드, 노르웨이, 스웨덴이 추가되었다.
2013년, 사측에서 스트리밍 구독료 조정을 위해 서비스 지원국 확대 속도를 늦추기로 결정하였다. 이 해의 넷플릭스 신규 서비스 지원국은 네덜란드가 유일했다. 이듬해 2014년 서비스 지원국에 오스트리아, 벨기에, 프랑스, 독일, 룩셈부르크, 스위스가 추가되었으며, 2015년에는 오스트레일리아, 뉴질랜드, 일본, 이탈리아, 포르투갈, 스페인이 추가되었다.
2016년 1월 미국 라스베이거스에서 열린 국제 전자제품 박람회에서 넷플릭스는 대한민국을 비롯한 전세계 국가로 서비스를 확대한다고 공식 발표하였다. 다만 서비스가 지원되지 않는 지역으로 중화인민공화국 (홍콩, 마카오 제외), 시리아, 조선민주주의인민공화국, 크림반도 일대를 꼽았다. 2017년 4월 넷플릭스는 중국 정부와의 협의 끝에 바이두가 운영하는 중국 내 비디오 스트리밍 플랫폼 아이치이 (iQiYi)에 넷플릭스 오리지널 콘텐츠를 공급 허가한다고 공식 발표하였다.
2019년 기준으로 넷플릭스가 사용자 지원환경과 고객 지원 서비스에 운영중인 언어는 총 23개 언어로, 그리스어, 네덜란드어, 노르웨이어, 덴마크어, 독일어, 루마니아어, 스와힐리어, 스웨덴어, 스페인어 (카스티야와 라틴아메리카), 아랍어 (현대 표준어), 영어, 이탈리아어, 인도네시아어, 일본어, 중국어 (간체자, 번체자), 태국어, 튀르키예어, 포르투갈어 (브라질, 유럽), 폴란드어, 프랑스어, 핀란드어, 한국어, 히브리어이다.
넷플릭스가 전세계 국가로 서비스를 확대하는 과정에서, 일부 작품과 관련해 각국의 민감한 정치적 이슈를 다뤘다는 비판도 직면하였는데 브라질 드라마 <우 메카니즘> (O Mecanism), 이스라엘 드라마 <파우다> (פאודה), 필리핀 범죄드라마 <아모> (Amo)가 대표적이다. 사우디아라비아 왕세자를 비난한 코미디쇼 <하산 미나지와 함께하는 애국자법> (Patriot Act with Hasan Minhaj)은 처음에는 넷플릭스 사우디에서도 시청이 가능했다가 사우디 정부 측으로부터 항의를 받고 결국 내려지는 일도 있었다. 2019년 초 인도에서는 인도 정부 측이 제정한 검열 법안의 잠재적 이행을 막기 위해 넷플릭스 인디아가 국내 경쟁사인 '핫스타'와 함께 자국 플랫폼에서 서비스되는 콘텐츠에 대한 자체적인 규제 가이드라인을 채택하겠다는 계획을 발표하기도 했다. 요르단에서는 넷플릭스에서 서비스되는 드라마 <진> (Jinn)의 내용이 자국의 도덕기준을 위반했다는 비판이 요르단 정부 측으로부터 제기되기도 했다. 2019년 이후 미국, 대한민국 및 그외의 나라의 디즈니측에서 자사 콘텐츠서비스인 디즈니 플러스가 출시를 하자, 디즈니의 콘텐츠들이 출시 직전을 기점으로 넷플릭스 내 디즈니 콘텐츠 서비스를 줄줄이 중단하였다. 2022년 러시아의 우크라이나 침공으로 인해 러시아에서 철수하였다.

### 출시 연도
| 출시 날짜 | 국가/지역                                                        | 비고 |
| --------- | ---------------------------------------------------------------- | ---- |
| 2007년    | 미국                                                             |      |
| 2010년    | 캐나다                                                           |      |
| 2012년    | 영국, 아일랜드, 덴마크, 핀란드, 노르웨이, 스웨덴                 |      |
| 2013년    | 네덜란드                                                         |      |
| 2014년    | 오스트리아, 벨기에, 프랑스, 독일, 룩셈부르크, 스위스, 인도       |      |
| 2015년    | 쿠바, 오스트레일리아, 뉴질랜드, 일본, 이탈리아, 포르투갈, 스페인 |      |
| 2016년    | 대한민국                                                         |      |

## 비디오 코덱
넷플릭스(Netflix)는 구글 크롬에서뿐만 아니라 파이어 폭스 등의 웹 브라우저에서도 코덱(codec) 보안을 위한 DRM(Digital Rights Management)이 구동되도록 지원하고 있다. 넷플릭스가 사용하는 와이드바인(Widevine) DRM은 구글에서 무료로 배포하고 있으며 구글 와이드바인은 마이크로소프트 윈도우, macOS, 리눅스, 안드로이드 등을 포함한 다양한 운영체제를 지원한다. 한편 와이드바인은 구글 크롬에서 자동구동되며 파이어폭스에서는 추가설정을 통해 애드온 확장설치(plugins)를 지원한다.

## 재정 및 회원수 성장
| 연도  | 소득 (백만 US$) | 순수익 (백만 US$) | 주가 (US$) | 직원  | 유료 회원 (백만) | 포춘 500 순위 |
| ----- | --------------- | ----------------- | ---------- | ----- | ---------------- | ------------- |
| 2005  | 682             | 42                | 2.59       |       | 2.5              |               |
| 2006  | 997             | 49                | 3.69       |       | 4.0              |               |
| 2007  | 1,205           | 67                | 3.12       |       | 7.3              |               |
| 2008  | 1,365           | 83                | 4.09       |       | 9.4              |               |
| 2009  | 1,670           | 116               | 6.32       |       | 11.9             |               |
| 2010  | 2,163           | 161               | 16.82      | 2,180 | 18.3             |               |
| 2011  | 3,205           | 226               | 27.49      | 2,348 | 21.6             |               |
| 2012  | 3,609           | 17                | 11.86      | 2,045 | 30.4             |               |
| 2013  | 4,375           | 112               | 35.27      | 2,022 | 41.4             |               |
| 2014  | 5,505           | 267               | 57.49      | 2,450 | 54.5             |               |
| 2015  | 6,780           | 123               | 91.90      | 3,700 | 70.8             | #474          |
| 2016  | 8,831           | 187               | 102.03     | 4,700 | 89.1             | #379          |
| 2017  | 11,693          | 559               | 165.37     | 5,500 | 117.5            | #314          |
| 2018  | 15,794          | 1,211             |            | 7,100 | 139.3            | #261          |
| 2019  | 20,156          | 1,867             |            | 8,600 | 167.1            | #197          |
| 2020  | 24,996          | 2,761             |            | 9,400 | 203.7            | #164          |
| 출처: |                 |                   |            |       |                  |               |

## 같이 보기
- 디지털 텔레비전
- 넷플릭스의 오리지널 프로그램 목록
- 블록버스터
- 디즈니+
- WAVVE
- 넷플릭스 앤드 칠
- 4flix (대한민국 넷플릭스 커뮤니티)